# Episodi di Keroro (seconda stagione)
Questa è una lista degli episodi della seconda stagione della serie anime Keroro, andata in onda in Giappone per un anno intero da aprile 2005 a marzo 2006. Composta da 52 episodi, la stagione è stata pubblicata in Giappone sotto il titolo Keroro Gunsō Z (ケロロ軍曹Z?). L'elenco segue l'ordine di trasmissione giapponese: in Italia infatti a partire dall'episodio 76 è stato seguito un ordine di trasmissione differente. L'ordine è stato ripristinato alla replica della stagione su Hiro, reintegrando l'episodio 78, mai trasmesso fino a quel momento.

## Lista episodi
| Nº  | Titolo italiano Giapponese 「Kanji」 - Rōmaji | In onda           | In onda          |
| Nº  | Titolo italiano Giapponese 「Kanji」 - Rōmaji | Giapponese        | Italiano         |
| 52  | Keroro, sono tornato. Signorsì! 「ケロロ 再び大地に立つ! であります」 - Keroro futatabi daichi ni tatsu! dearimasuTamama il tenebroso. Signorsì! 「タママ 黒いタママ であります」 - Tamama kuroi tamama dearimasu | 1º aprile 2005    | 7 febbraio 2007  |
| 52  | Keroro si intrufola nella stanza di Fuyuki e riprende la sua Kero palla. La usa per invadere casa Hinata, intrappolando Fuyuki e Natsumi. Tuttavia, Keroro si troverà in grossi guai al ritorno di Aki in casa. Tamama e Momoka escogitano un piano per avvicinare Fuyuki e Momoka. Sfortunatamente, i piani non vanno come dovrebbero quando Keroro ritorna inaspettatamente. |                   |                  |
| 53  | Operazione caccia al tesoro. Signorsì! 「ケロロ お宝侵略大作戦! であります」 - Keroro o Takara shinryaku daisakusen! dearimasuBentornata, Angol Mois. Signorsì! 「アンゴル・モア 花見でモアモア～ であります」 - Angoru Moa hanami de moamoa ~ dearimasu | 8 aprile 2005     | 8 febbraio 2007  |
| 54  | Detective Fuyuki. Signorsì! 「冬樹 名探偵は僕? であります」 - fuyuki meitantei ha boku? dearimasuRitorno del guerriero. Signorsì! 「ドロロ 復活の戦士 であります」 - dororo fukkatsu no senshi dearimasu | 15 aprile 2005    | 9 febbraio 2007  |
| 55  | Il ritorno di Giroro. Signorsì! 「ギロロ 蘇ったソルジャー であります」 - giroro yomigatta sorujaa dearimasuRegalo inaspettato. Signorsì! 「冬樹 およげこいのぼり! であります」 - fuyuki oyogekoinobori! dearimasu | 22 aprile 2005    | 12 febbraio 2007 |
| 56  | Sfida. Signorsì! 「夏美&小雪 テニスのプリンセス であります」 - natsumi & koyuki tenisu no purinsesu dearimasuMigrazione di massa. Signorsì! 「ケロロ 侵略日和のさつき晴れ であります」 - keroro shinryaku hiyori nosatsuki hare dearimasu | 29 aprile 2005    | 13 febbraio 2007 |
| 57  | La vendetta. Signorsì! 「ドロロ 逆襲するは我にあり であります」 - dororo gyakushū suruha ware niari dearimasuL'isola dei giganti. Signorsì! 「巨大カエル対南海の大怪獣 であります」 - kyodai kaeru tsui nankai no daikaijū dearimasu | 6 maggio 2005     | 14 febbraio 2007 |
| 58  | Sete di conquista. Signorsì! 「ケロロ 自販機で侵略せよ であります」 - keroro jihanki de shinryaku seyo dearimasuNuovo attacco per Tamama. Signorsì! 「タママ 覚醒!新必殺技 であります」 - tamama kakusei! shinhissatsuwaza dearimasu | 13 maggio 2005    | 15 febbraio 2007 |
| 59  | Ma che bel castello. Signorsì! 「ケロロ 育てよ城! であります」 - keroro sodate yo shiro! dearimasuRoccaforte da fermare. Signorsì! 「ケロロ の、動く城! であります」 - keroro no, ugoku shiro! dearimasu | 20 maggio 2005    | 16 febbraio 2007 |
| 60  | La grande corsa. Signorsì! 「ケロロ ケロケロマシン猛レース であります」 - keroro kerokeromashin takeshi reusu dearimasuLa bella addormentata. Signorsì! 「モア 眠り姫ってゆーか安眠希望? であります」 - moa nemurihime tteyū ka anmin kibō? dearimasu | 27 maggio 2005    | 19 febbraio 2007 |
| 61  | L'amuleto. Signorsì! 「冬樹 謎の転校少女にナニが起こったか? であります」 - fuyuki nazo no tenkō shōjo ni nani ga oko ttaka? dearimasuViaggio senza ritorno. Signorsì! 「夏美&サブロー 戻れないフ・タ・リ であります」 - natsumi & saburō modore nai fu. ta. ri dearimasu | 3 giugno 2005     | 20 febbraio 2007 |
| 62  | Un quadro da rubare. Signorsì! 「桃華&夏美&モア 怪盗モアピーチサマー であります」 - momo hana & natsumi & moa kaitō moapiichisamaa dearimasuAttività subacquee. Signorsì! 「ケロロ 必勝!水中大決戦 であります」 - keroro hisshō! suichū dai kessen dearimasu | 10 giugno 2005    | 21 febbraio 2007 |
| 63  | Un insegnante davvero speciale. Signorsì! 「ケロロ 教師ゲロゲロ物語! であります」 - keroro kyōshi gerogero monogatari! dearimasuUn padre terribile. Signorsì! 「ケロロ 再会、父よ であります」 - keroro saikai, chichi yo dearimasu | 17 giugno 2005    | 22 febbraio 2007 |
| 64  | Emergenza acqua. Signorsì! 「ケロロ 吸うなら吸え!ウソやっぱやめて であります」 - keroro sū nara sue! uso yappayamete dearimasuReagisci al trauma. Signorsì! 「ドロロ トラウマからの脱出 であります」 - dororo torauma karano dasshutsu dearimasu | 24 giugno 2005    | 23 febbraio 2007 |
| 65  | Urla a Pekopon. Signorsì! 「ケロロ ペコポンにほえろ! であります」 - keroro pekopon nihoero! dearimasuVisite da Keron. Signorsì! 「タママ ケロン星からの訪問者 であります」 - tamama keron hoshi karano hōmonsha dearimasu | 1º luglio 2005    | 26 febbraio 2007 |
| 66  | Missione di soccorso. Signorsì! 「ギロロ 愛の救出大作戦 であります」 - giroro ai no kyūshutsu daisakusen dearimasuIl primo appuntamento. Signorsì! 「夏美&小雪 ドッキドッキ初デート であります」 - natsumi & koyuki dokkidokki hatsu deuto dearimasu | 8 luglio 2005     | 27 febbraio 2007 |
| 67  | Appuntamento del mistero. Signorsì! 「冬樹&桃華 ひみつのミステリーデート であります」 - fuyuki & momo hana himitsuno misuteriideto dearimasuFacciamo un gioco. Signorsì! 「ケロロ なあ、ゲームを作ろうじゃないか であります」 - keroro naa, geumu wo tsukuro ujanaika dearimasu | 15 luglio 2005    | 1º marzo 2007    |
| 68  | Una casa da incubo. Signorsì! 「ケロロ 大改造!リフォームは劇的に であります」 - keroro daikaizō! rifōmu ha gekiteki ni dearimasuUn amico ritrovato. Signorsì! 「ドロロ いざまいる!宿命の対決 であります」 - dororo izamairu! shukumei no taiketsu dearimasu | 22 luglio 2005    | 2 marzo 2007     |
| 69  | Un simpatico cucciolotto. Signorsì! 「夏美と冬樹 の神隠し であります」 - natsumi to fuyuki no kamikakushi dearimasuUna sfida comica di mezza estate. Signorsì! 「ケロロ 恒例!真夏のお笑いバトル であります」 - keroro kōrei! manatsu noo warai batoru dearimasu | 29 luglio 2005    | 5 marzo 2007     |
| 70  | La conquista simulata. Signorsì! 「ケロン人VSペコポン人 ついに全面対決か!? であります」 - keron nin VS pekopon nin tsuini zenmentaiketsu ka!? dearimasuLa leggenda delle polpette di riso. Signorsì! 「小雪 ドッキドッキ初おむすび であります」 - koyuki dokkidokki hatsu omusubi dearimasu | 5 agosto 2005     | 6 marzo 2007     |
| 71  | La leggenda del re dimentica compiti. Signorsì! 「極悪!迷惑! 宇宙宿題忘れ王伝説 であります」 - gokuaku! meiwaku! uchū shukudai wasure ō densetsu dearimasu | 12 agosto 2005    | 7 marzo 2007     |
| 72  | Una sfida di alta cucina. Signorsì! 「ケロロ 鉄人シェフの挑戦状 であります」 - keroro tetsujin shiefu no chōsenjō dearimasuIl guerriero Tamama contro i Supercoleotteri. Signorsì! 「タママ 最強戦士の挑戦状ですぅ であります」 - tamama saikyō senshi no chōsenjō desū dearimasu | 19 agosto 2005    | 8 marzo 2007     |
| 73  | 1980... e qualcosa. Signorsì! 「冬樹 198X 僕たちの夏休み であります」 - fuyuki 198X boku tachino natsuyasumi dearimasu | 26 agosto 2005    | 9 marzo 2007     |
| 74  | 15 racconti per la fine dell'estate. Signorsì! 「あっと驚く～特別企画 ゲロゲロ30分! であります」 - atto odoroku ~ tokubetsukikaku gerogero 30 fun! dearimasu | 2 settembre 2005  | 12 marzo 2007    |
| 75  | Il risveglio di Momoka. Signorsì! 「桃華 覚醒!三番目の桃華 であります」 - momo hana kakusei! sanbanme no momo hana dearimasu | 9 settembre 2005  | 13 marzo 2007    |
| 76  | Plotone Keroro, porta anche noi sulla Luna. Signorsì! 「ケロロ小隊 私を月へ連れてって であります」 - keroro shōtai watashi wo gatsu he tsure tette dearimasu | 16 settembre 2005 | 19 aprile 2007   |
| 77  | Un colpo di fulmine. Signorsì! 「タママ 結婚するって本当ですか? であります」 - tamama kekkon surutte hontō desuka? dearimasuLa rinuncia all'Impatto Tamama. Signorsì! 「タママ 封印タママインパクト であります」 - tamama fūin tamamainpakuto dearimasu | 23 settembre 2005 | 20 aprile 2007   |
| 78  | Caccia all'isola del tesoro. Signorsì! 「ケロロ 宝さがしはやっぱ宝島だよね であります」 - keroro takara sagashihayappa takarajima dayone dearimasu | 30 settembre 2007 | 3 novembre 2009  |
| 79  | Fuori la grinta. Signorsì! 「冬樹 運動会はあきらめない であります」 - fuyuki undōkai haakiramenai dearimasuLo zampino del gatto. Signorsì! 「ギロロ 猫は知ってる であります」 - giroro neko ha shitte ru dearimasu | 7 ottobre 2005    | 28 aprile 2007   |
| 80  | Vado a vivere da solo. Signorsì! 「ケロロ いや～家出ってホント寂しいもんですね であります」 - keroro iya ~ iede tte honto sabishi imondesune dearimasu | 14 ottobre 2005   | 13 aprile 2007   |
| 81  | Sfida sul campo. Signorsì! 「ギロロ 真っ赤なド根性の日々 であります」 - giroro makka na do konjō no hibi dearimasuL'amicizia prima di tutto. Signorsì! 「戦え小雪! 大切な人を守るために であります」 - tatakae koyuki! taisetsu na nin wo mamoru tameni dearimasu | 21 ottobre 2005   | 16 aprile 2007   |
| 82  | Concorso alla radio. Signorsì! 「623 僕のラジオにでない? であります」 - 623 boku no rajio nidenai? dearimasuKeroro contro Natsumi. Signorsì! 「ケロロvs夏美 1/6ガチンコバトル! であります」 - keroro vs natsumi 1/6 gachinkobatoru! dearimasu | 28 ottobre 2005   | 17 aprile 2007   |
| 83  | Il misterioso caso della sorgente termale. Signorsì! 「ケロロ 温泉混浴露天風呂殺人事件 湯煙にさすらう宇宙一不幸な兄妹の魂 兄が作ったカラーボックス温泉 いざ入ろうとすれば片足しか入んなくて、ショックで足を滑らせた兄が気絶する時、湯の花に妹の涙が舞い落ちる であります」 - keroro onsen konyoku rotenburo satsujinjiken yukemuri nisasurau uchū ichi fukō na kyōdai no tamashii ani ga tsukutta karaabokkusu onsen iza iro utosureba kataashi shika hain nakute, shokku de ashi wo subera seta ani ga kizetsu suru toki, yu no hana ni imōto no namida ga mai ochiru dearimasuIl piccolo Kururu. Signorsì! 「クルル とことん嫌なヤツ であります」 - kururu tokoton iyana yatsu dearimasu | 4 novembre 2005   | 18 aprile 2007   |
| 84  | Avventura spaziale. Signorsì! 「桃華 ちょっと宇宙でランチでも であります」 - momo hana chotto uchū de ranchi demo dearimasuStagione di funghi. Signorsì! 「ケロロ 松茸を狩れ! であります」 - keroro matsutake wo kare! dearimasu | 11 novembre 2005  | 6 aprile 2007    |
| 85  | Scambio di ruoli. Signorsì! 「ケロロ ガシャッとまわせばいれかわり であります」 - keroro gashatsu tomawasebairekawari dearimasuLa formula magica. Signorsì! 「夏美 魔法少女になれたら… であります」 - natsumi mahōshōjo ninaretara... dearimasu | 18 novembre 2005  | 10 aprile 2007   |
| 86  | Oggetti Animati. Signorsì! 「夏美&冬樹 悪魔のすむ日向家 であります」 - natsumi & fuyuki akuma nosumu hyūga ie dearimasuKeroro supereroe. Signorsì! 「ケロロ なれ!スーパーヒーローに であります」 - keroro nare! sūpaahiirō ni dearimasu | 25 novembre 2005  | 11 aprile 2007   |
| 87  | Compleanno a sorpresa. Signorsì! 「ケロロ 祝え!ハッピーバースデイ であります」 - keroro iwae! happiibaasudei dearimasuAngol Mois nel paese delle meraviglie. Signorsì! 「モア ふしぎの国のモア であります」 - moa fushigino kuni no moa dearimasu | 2 dicembre 2005   | 12 aprile 2007   |
| 88  | L'invasione dei cloni Damanumasu. Signorsì! 「ダソヌ☆マソ ペコポンはもらった! ブッチャ毛ほしくもないけどね であります」 - dasonu (hosi) maso pekopon hamoratta! buccha ke hoshikumonaikedone dearimasu | 9 dicembre 2005   | 2 aprile 2007    |
| 89  | Le sette facce di Giroro. Signorsì! 「ギロロ 七つの顔の男だぜ であります」 - giroro nanatsu no kao no otoko daze dearimasuIl torneo dell'occulto. Signorsì! 「冬樹 盛り上がれ！オカルト大会 であります」 - fuyuki moriagare! okaruto taikai dearimasu | 16 dicembre 2005  | 3 aprile 2007    |
| 90  | Sorpresa di Natale. Signorsì! 「ケロロ メリークリスマスが言えなくて であります」 - keroro meriikurisumasu ga ie nakute dearimasu | 23 dicembre 2005  | 4 aprile 2007    |
| 91  | Anno nuovo, Keroro nuovo. Signorsì! 「ケロロ 新年・新生ケロロ誕生 であります」 - keroro shinnen. shinsei keroro tanjō dearimasuLa visita della nonna. Signorsì! 「小雪 おばあちゃんがやってきた であります」 - koyuki obaachangayattekita dearimasu | 6 gennaio 2006    | 5 aprile 2007    |
| 92  | Keroro e gli aquiloni. Signorsì! 「ケロロ小隊 大空より愛をこめて であります」 - keroro shōtai oozora yori ai wokomete dearimasuMomoka contro Angol Mois, scontro finale. Signorsì! 「桃華対モア 激突!はねつきバトル であります」 - momo hana tsui moa gekitotsu! hanetsuki batoru dearimasu | 13 gennaio 2006   | 27 marzo 2007    |
| 93  | Giorno di esercitazione. Signorsì! 「夏美 侵入!秘密基地 であります」 - natsumi shinnyū! himitsukichi dearimasuL'imbattibile Aki Hinata. Signorsì! 「日向秋 たぶん宇宙最強の女 であります」 - hyūga aki tabun uchū saikyō no onna dearimasu | 20 gennaio 2006   | 28 marzo 2007    |
| 94  | Giovani in attacco. Signorsì! 「カララ&タルル ペコポンをもらっちゃおう! であります」 - karara & taruru pekopon womoracchaō! dearimasu | 27 gennaio 2006   | 29 marzo 2007    |
| 95  | Natsumi, operazione salvataggio Caporale Giroro. Signorsì! 「夏美 ギロロ散る? 決死の救出作戦 であります」 - natsumi giroro chiru? kesshi no kyūshutsusakusen dearimasu | 3 febbraio 2006   | 30 marzo 2007    |
| 96  | Spie per amore. Signorsì! 「モアピーチサマースノー - 決戦バレンタイン であります」 - MOA PI-CHI SAMA- SUNO- - Kessen BARENTAIN De ArimasuLa storia più sfortunata del mondo. Signorsì! 「ケロロ - 世にも不幸な物語 であります」 - KERORO - Yoni Mo Fukō na Monogatari De Arimasu | 10 febbraio 2006  | 21 marzo 2007    |
| 97  | Rivali in amore. Signorsì! 「桃華 - 強敵と書いて“とも”と読む であります」 - Momoka - Kyōteki Tokaite "Tomo" Toyomu De ArimasuAvventura in campagna. Signorsì! 「ケロロ＆冬樹 - ふたりで… であります」 - KERORO & Fuyuki - Futari De... De Arimasu | 17 febbraio 2006  | 22 marzo 2007    |
| 98  | Giochi di gelosia. Signorsì! 「桃華 - 駆け落ち大作戦 であります」 - Momoka - Kakeochi Daisakusen De ArimasuI ricordi del passato. Signorsì! 「ドロロ＆小雪 - 出会いの記憶 であります」 - DORORO & Koyuki - Deai no Kioku De Arimasu | 24 febbraio 2006  | 23 marzo 2007    |
| 99  | Natsumi cane per un giorno. Signorsì! 「夏美 - 名犬ナッチー であります」 - Natsumi - Meiken NACCHI- De ArimasuKeroro e l'operazione acquario. Signorsì! 「ケロロ - わんぱくケロッパー であります」 - KERORO - Wanpaku KEROPPA- De Arimasu | 3 marzo 2006      | 26 marzo 2007    |
| 100 | Perdita di memoria. Signorsì! 「ケロロ - え？我が輩…誰？みんな…誰？ であります」 - KERORO - E? Waga-hai... dare? Minna... dare? De Arimasu | 10 marzo 2006     | 14 marzo 2007    |
| 101 | Stop al pianeta. Signorsì! 「ケロロ小隊 - ペコポンが静止する日!? であります」 - KERORO Shōtai - PEKOPON ha Seishisuru Hi!? De Arimasu | 17 marzo 2006     | 15 marzo 2007    |
| 102 | Allarme rosso. Signorsì! 「ケロロ小隊 - ペコポン!!滅び行くか愛の星よ!! であります」 - KERORO Shōtai - PEKOPON!! Horobiyuku ka Ai no Hoshi yo!! De Arimasu | 24 marzo 2006     | 16 marzo 2007    |
| 103 | Il ritorno del Sergente. Signorsì! 「ケロロ小隊 - まごころを君に であります」 - KERORO Shōtai - Magokoro wo Kimi Ni De Arimasu | 31 marzo 2006     | 20 marzo 2007    |

## Pubblicazione
La stagione è stata pubblicata per il mercato home video giapponese in tredici volumi DVD dal 23 settembre 2005 al 22 settembre 2006.
| Volume | Episodi | Data di pubblicazione |
| ------ | ------- | --------------------- |
| 1      | 1–4     | 23 settembre 2005     |
| 2      | 5–8     | 28 ottobre 2005       |
| 3      | 9–12    | 25 novembre 2005      |
| 4      | 13–16   | 23 dicembre 2005      |
| 5      | 17–20   | 27 gennaio 2006       |
| 6      | 21–24   | 24 febbraio 2006      |
| 7      | 25–28   | 24 marzo 2006         |
| 8      | 29–32   | 26 aprile 2006        |
| 9      | 33–36   | 26 maggio 2006        |
| 10     | 37–40   | 23 giugno 2006        |
| 11     | 41–44   | 28 luglio 2006        |
| 12     | 45–48   | 25 agosto 2006        |
| 13     | 49–52   | 22 settembre 2006     |